# 3本の手
3本の手（さんぼんのて）あるいはタールベルクの3本の手とは19世紀のピアニスト・作曲家であるジギスモント・タールベルク（Sigismond Thalberg）が用いたピアノ演奏の技法である。
右手・左手単独の演奏に加え両手の主に親指を組み合わせてあたかも3本目の手があるかのような演奏を行う。
タールベルク以降、フランツ・リストの愛の夢、フェリックス・メンデルスゾーンの「前奏曲とフーガ　ホ短調」Op. 35-1、ヨハネス・ブラームスの「間奏曲」Op.117-1などのピアノ曲においてこの「3本の手」は広く用いられることとなる。

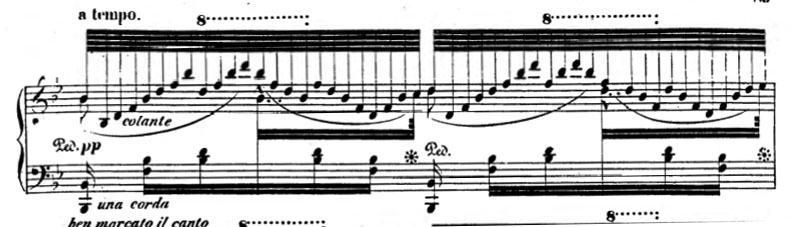
「3本の手」の例（タールベルク作曲「ロッシーニの歌劇『モーゼとファラオ』の主題による幻想曲」Op.33より）。左手の親指と右手により旋律がやり取りされている